# Noël Foré
Noël Foré, né le 23 décembre 1932 à Adegem et mort le 16 février 1994, est un coureur cycliste belge, professionnel de 1956 à 1968.
Il compte parmi ses victoires professionnelles un Paris-Roubaix, un Gand-Wevelgem et un Tour des Flandres.

## Palmarès
- 1955
  - 2e du Circuit de la vallée de la Lys
  - 3e de Heestert-Tournai-Heestert
- 1956
  - Circuit Mandel-Lys-Escaut indépendants
  - 4e étape secteur a du Tour des Pays-Bas
  - 2e du Tour des Flandres des indépendants
  - 2e de Bruxelles-Liège
  - 3e au Championnat de Flandre indépendants
- 1957
  - Circuit des Ardennes flamandes - Ichtegem
  - À travers la Belgique
  - Circuit Mandel-Lys-Escaut
  - 2e de la Gullegem Koerse
  - 2e du Trophée des trois pays
  - 3e du Grand Prix de la Banque
- 1958
  - Gand-Wevelgem
  - Tour de Belgique :
    - Classement général
    - 1re étape secteur a

  - 2e du Trophée des Flandres
- 1959
  - Paris-Roubaix
  - Bruxelles-Ingooigem
  - 2e du Critérium des As
  - 2e Circuit du Houtland-Torhout
  -  Médaillé de bronze du championnat du monde sur route
  - 3e du Challenge Pernod
  - 4e du Super Prestige Pernod
- 1960
  - Bruxelles-Saint-Trond
  - 2e du Grand Prix de la Famenne
  - 2e du Grand Prix Flandria
  - 2e de la Gullegem Koerse
  - 9e de Paris-Bruxelles
- 1961
  - Grand Prix de la Banque
  - 3e d'Anvers-Gand
  - 3e de Tielt-Anvers-Tielt
- 1962
  - 2eb, 5eb, 9ea étapes de Paris-Nice
  - Circuit des monts du sud-ouest
  - Tour de Belgique :
    - Classement général
    - 4e étape secteur a (contre-la-montre par équipes)

  - 2e du Paris-Bruxelles
  - 4e du Tour des Flandres
  - 6e de Liège-Bastogne-Liège
- 1963
  - Kuurne-Bruxelles-Kuurne
  - Grand Prix E3
  - Tour des Flandres
  - 1re étape du Tour de Belgique
  - 2e du Circuit des régions flamandes
  - 2e du Grand Prix de la Banque
- 1964
  - Six Jours d'Anvers (avec Fritz Pfenninger et Peter Post)
  - Ruddervoorde Koerse
  - 3e du Circuit du Tournaisis
- 1965
  - 2e du Prix national de clôture
  - 3e d'Anvers-Ougrée
  - 9e de Paris-Roubaix
- 1966
  - 6e de Paris-Tours
- 1967
  - Tour de Cologne
  - Circuit de Flandre orientale
  - Bruxelles-Meulebeke
  - 2e du Tour des Flandres
  - 3e du Circuit des régions flamandes
  - 3e de Bordeaux-Paris
- 1968
  - Bruxelles-Meulebeke
  - 3e du Circuit du Tournaisis
  - 7e de Paris-Tours

## Résultats sur les grands tours

### Tour de France
2 participations
- 1958 : abandon (15e étape)
- 1963 : abandon (10e étape)

### Tour d'Espagne
1 participation
- 1960 : abandon (3e étape)

### Tour d'Italie
1 participation
- 1965 : abandon